# Hemerocallis thunbergii
Hemerocallis thunbergii es una de las especies conocidas como lirios de día y pertenece a la  familia Xanthorrhoeaceae. Esta planta es nativa del Japón.

## Descripción
Planta vivaz de hojas de color verde intenso, que cuando florece emite unos tallos florales largos cilíndricos en los que hay varios capullos florales que van abriendo sucesivamente dando lugar a flores de un amarillo brillante con una intensa fragancia. 
Florecen desde junio hasta agosto.
En su lugar de procedencia (Japón) son polinizadas por una polilla, lo que asegura una diversidad genética, al cruzarse unas plantas con otras, y una abundante producción de semillas.

## Cultivo
Planta de fácil cultivo, que prefiere exposición a pleno sol y suelo rico en nutrientes, bien drenado y riegos periódicos.

## Taxonomía
Hemerocallis thunbergii fue descrita por Peter Barr y publicado en  Garden, an illustrated weekly journal of gardening in all its branches 4: 132, en el año 1873.
Sinonimia
- Hemerocallis citrina var. vespertina (H.Hara) M.Hotta
- Hemerocallis serotina Focke
- Hemerocallis vespertina H.Hara[2]